# Edmund Iwaszkiewicz
Edmund Iwaszkiewicz (ur. 22 lutego 1891 w Zakoźlu, zm. 30 stycznia 1945  w Barlinku) – oficer armii rosyjskiej, Wojska Polskiego na Wschodzie, Wojska Polskiego w II Rzeczypospolitej i Armii Krajowej, kawaler Orderu Virtuti Militari.

## Życiorys
Urodził się w rodzinie Antoniego i Amelii z Zarudzkich. Absolwent szkoły realnej w Pińsku i szkoły teletechnicznej w Warszawie. W 1912 powołany do armii rosyjskiej. Od 1914 walczył w składzie 4 batalionu saperów na froncie wschodnim I wojny światowej. W 1917 mianowany został podporucznikiem. W tym też roku wstąpił do Związku Wojskowych Polaków i do Oddziału Polskiego w Odessie. Dowodził plutonem telegraficznym. W styczniu 1919 mianowany został szefem łączności 4 Dywizji Strzelców Polskich gen. Lucjana Żeligowskiego. W kwietniu 1919 bronił przed bolszewikami Odessy. Za udział w obronie miasta oraz wybitny wkład w utrzymanie łączności pomiędzy wojskami sojuszniczymi odznaczony został Krzyżem Srebrnym Orderu Virtuti Militari.
Po powrocie do kraju wyznaczony na stanowisko dowódcy kompanii telegraficznej 10 Dywizji Piechoty. W składzie dywizji walczył na froncie polsko-bolszewickim. W sierpniu 1920 objął stanowisko szefa łączności Gubernatorstwa Wojskowego Warszawy.
Po wojnie pozostał w zawodowej służbie wojskowej. W styczniu 1927 został przeniesiony z 1 pułku łączności do 9 samodzielnego batalionu łączności w Brześciu na stanowisko pełniącego obowiązki kwatermistrza. W marcu 1929 przeniesiony został do Powiatowej Komendy Uzupełnień Dębica na stanowisko pełniącego obowiązki kierownika I referatu administracji rezerw i zastępcy komendanta, a w marcu 1930 przeniesiony do PKU Kołomyja II na stanowisko komendanta. W 1937 przeniesiony został do PKU Kowel na stanowisko komendanta. W sierpniu 1939 dostał przydział do Dowództwa Okręgu Korpusu nr X.
W kampanii wrześniowej walczył w szeregach Armii „Karpaty”. Internowany na Węgrzech. W 1941 przedostał się do Warszawy i wstąpił do Związku Walki Zbrojnej- Armii Krajowej. W międzyczasie awansował na stopień podpułkownika. Po upadku powstania warszawskiego więziony w Oflagu IIC Woldenberg. Zmarł w szpitalu wojskowym w Barlinku i tam, w zbiorowej mogile, został pochowany.
Był żonaty z Pelagią Wołodkiewicz, miał córkę Helenę (ur. 1923) i syna Włodzimierza (ur. 1930).

## Ordery i odznaczenia
- Krzyż Srebrny Orderu Wojskowego Virtuti Militari nr 6912 – 10 maja 1922[7][1]
- Krzyż Walecznych czterokrotnie[1]
- Złoty Krzyż Zasługi (10 listopada 1938)[8][1]
- Medal Niepodległości[1]
- Medal Zwycięstwa[9]